# Belastungsanzeige
Eine Belastungsanzeige ist eine meist auf Rechnungen folgende Kürzung des Rechnungsbetrages durch den Schuldner z. B. wegen Mängeln oder Schäden der gekauften Ware.
Im Zuge von Mahnungen wird häufig eine pauschale oder prozentuale Mahngebühr auf den Rechnungsbetrag aufgeschlagen, durch die sich der Rechnungsbetrag erhöht. Um keine neue Rechnung ausstellen zu müssen, erfolgt dieser Aufschlag ebenfalls meist durch eine Belastungsanzeige, sprich „Ihr Konto wurde durch die anfallenden Mahngebühren um zusätzliche X-Euro belastet.“